# Aziatische auto in 1957
Dit artikel geeft een overzicht van alle Aziatische personenwagens geproduceerd in 1957 door een significante autoconstructeur. De auto's staan alfabetisch gerangschikt per merk. Hier staan enkel Aziatische merken, ongeacht of ze eigendom zijn van een niet-Aziatisch concern. Ook gaat het om constructeurs die algemeen bekend zijn met auto's die algemeen voor het publiek verkrijgbaar zijn. 
| Prince Skyline ALSI-1 |                  | concern:      | Onafhankelijk |
| Prince Skyline ALSI-1 | divisie:         |               |               |
| Prince Skyline ALSI-1 | merk:            | Prince Japan  |               |
| Prince Skyline ALSI-1 | model:           | Skyline -/ALS |               |
| Prince Skyline ALSI-1 | einde productie: | 1962          |               |
| Prince Skyline ALSI-1 | productieaantal: | ?             |               |